# Tal-y-bont
Tal-y-bont är en by i Ceredigion i Wales. Byn är belägen 124,6 km 
från Cardiff. Orten har 652 invånare (2016).